# Кирико, Джорджо де
Джо́рджо де Ки́рико (итал. Giorgio de Chirico; 10 июля 1888, Волос, Греция — 20 ноября 1978, Рим) — итальянский художник, крупнейший представитель метафизической живописи, предшественник сюрреализма. Старший брат писателя Альберто Савинио.

## Биография
Родился в греческом Волосе в итальянской семье Джеммы Черветто и Эваристо де Кирико. Его мать имела генуэзско-греческие корни (вероятно, родилась в Смирне), а его отец принадлежал к сицилийской аристократии, а так же был железнодорожным инженером, одним из главных строителей первой железнодорожной сети в княжестве Болгария и Королевстве Греция. У семьи Кирико были греческие корни: их предок в числе нескольких тысяч греко-католиков выехал с Родоса после его оккупации турками в 1523 году и осел в Палермо.
Учился в Высшей художественной школе в Афинах, в 1906 году переехал в Мюнхен, где посещал занятия в Художественной академии. Там он открыл для себя Шопенгауэра и Ницше, живопись Клингера и Бёклина.
С 1908 года жил в Италии. В 1910 году приехал в Париж, где сблизился с Пикассо и Аполлинером. С началом Первой мировой войны вернулся в Италию. С 1912 года принимал участие в выставках Осеннего Салона, а с 1913 года — Салона Независимых. В этот период рождается серия его полотен — «тайн».
В 1917 году в военном госпитале Феррары де Кирико подружился с художником Карло Карра, основал вместе с ним движение метафизической живописи. Между 1908 и 1917 годами художник создал свои самые значительные произведения — серию видов пустынных городских площадей и натюрмортов.
Де Кирико был дважды женат, обе жены — еврейки, эмигрировавшие из России, — Раиса Гуревич (1897—1979, развод 1931) и Изабелла Пакшвер (1909—1990).

## Творчество
Наиболее известен «метафизический» период творчества Кирико (1909—1919), когда были созданы такие полотна, как «Ностальгия по бесконечности» (1911), «Меланхолия и тайна улицы» (1914), «Ностальгия поэта» (1914), «Метафизический интерьер» (1917), «Большая башня». Эти работы восхищали французских сюрреалистов (Жана Кокто, Ива Танги, Сальвадора Дали, Рене Магритта), которые видели в де Кирико своего предшественника.
После Первой мировой войны вместе с Пикассо, Матиссом и другими авангардистами перешёл на позиции неоклассицизма. В 1930-е годы пришёл к академизму.

## Сочинения
Де Кирико опубликовал роман «Гебдомерос» (1925) и мемуарную книгу «Воспоминания о моей жизни» (1945). Русские издания этих текстов:
- Кирико Дж. де. Гебдомерос. Роман / Пер. с ит. Е. Таракановой. — СПб.: Азбука-классика, 2004. — 192 с. ISBN 5-352-00606-9
- Кирико, Джорджо де. Воспоминания о моей жизни = Memorie della mia vita / Пер. с ит. Е. В. Таракановой. — М.: Garage, Ad Marginem, 2017. — 368 с. — ISBN 978-5-91103-372-9.